# Gustav Adolf Geipel
Gustav Adolf Geipel (* 13. Juni 1900 in Asch, Österreich-Ungarn; † 1945 in Kowel,  Ukrainische Sozialistische Sowjetrepublik) war ein sudetendeutscher Ingenieur, Kaufmann und Kommunalpolitiker (SdP, NSDAP).

## Leben und Wirken
Geipel besuchte in seiner westböhmischen Heimatstadt Asch das Realgymnasium und studierte anschließend. Das Studium schloss er als Diplom-Ingenieur ab. Danach war er ab 1927 als selbstständiger Kaufmann tätig.
Er trat am 3. Oktober 1933 in der Tschechoslowakei der SdP (Mitgliedsnummer 395) bei, deren Ortsgruppe Asch er leitete. Für diese Partei wurde er nach dem Einmarsch der deutschen Truppen und der Besetzung der deutschbesiedelten Grenzregionen der Tschechoslowakei, der die Bildung des deutschen Reichsgaus Sudetenland folgte, am 11. Oktober 1938 zum Bürgermeister von Asch im Regierungsbezirk Eger ernannt. Die Stadt hatte damals rund 23.000 Einwohner. Geipel gab seinen kaufmännischen Beruf auf und war ab sofort hauptamtlich in der Kommunalverwaltung tätig. 
Infolge der am 5. November 1938 erfolgten Verkündung der Auflösung der SdP beantragte er am 24. Januar 1939 die Aufnahme in die NSDAP und wurde rückwirkend zum 1. November 1938 aufgenommen (Mitgliedsnummer 6.749.819). 1938 trat er auch der SA bei und wurde zum Geburtstag von Adolf Hitler am 20. April 1939 zum Sturmführer befördert. Als solcher war er dem Stab der Brigade 100 zugeteilt.
1944 wurde Geipel zum Kriegsdienst bei der deutschen Wehrmacht einberufen. Im August 1944 geriet er in sowjetische Kriegsgefangenschaft, in der er starb.

## Auszeichnungen
- Medaille zur Erinnerung an den 1. Oktober 1938